# Jesús Loroño
Jesús Loroño Arteaga (Larrabetzu, 10 gennaio 1926 – Larrabetzu, 12 agosto 1998) è stato un ciclista su strada spagnolo di origine basca.

## Carriera
Professionista tra il 1946 ed il 1962, corse per la Insecticidas Z.Z., la Torpado, la Fiorelli, la Ideor, la Faema, la Splendid, la Ciclos Indaucha, la Cognac Majestad e la Licor 43, distinguendosi come scalatore. Le principali vittorie da professionista furono la Vuelta a España nel 1957, una tappa e la maglia a pois al Tour de France 1953, due tappe alla Vuelta e la Volta Ciclista a Catalunya nel 1957.

## Palmarès
- 1947

Subida a Arantzazu
Subida al Naranco
- 1949

Circuito Sardinero
Circuito de Getxo
G.P. Gernika
Subida a Arrate
- 1950

Circuito Sardinero
- 1951

6ª tappa Volta Ciclista a Catalunya (Tortosa > Amposta)
Circuito Sardinero
- 1952 (Torpado, una vittoria)

4ª tappa G.P. Ayuntamiento de Bilbao (Bilbao > Bilbao)
- 1953 (Fiorelli/Splendid, una vittoria)

10ª tappa Tour de France (Pau > Cauterets)
- 1954 (Terrot/Ideor/Bacares Americanos, una vittoria)

Campionato spagnolo di montagna
- 1955 (Gamma/Faema/Splendid, tre vittorie)

5ª tappa Volta Ciclista a Catalunya (Les Escaldes > Valls)
7ª tappa Volta Ciclista a Catalunya (Tortosa > Reus)
2ª tappa Circuito Montañes
- 1956 (Gamma/Splendid, due vittorie)

3ª tappa Vuelta a Asturias (Gijon > Sama de Langreo)
Classifica generale Bicicleta Eibarresa
- 1957 (Gamma/CIL Indaucho, quattro vittorie)

13ª tappa Vuelta a España (Saragozza > Huesca, cronometro)
Classifica generale Vuelta a España
3ª tappa, 2ª semitappa Volta Ciclista a Catalunya (Vall d'Uxo > Vall d'Uxo, cronometro)
Classifica generale Volta Ciclista a Catalunya
- 1958 (Faema, tre vittorie)

13ª tappa Vuelta a España (Bilbao > Castro Urdiales)
3ª tappa Bicicleta Eibarresa (Eibar > Gernika)
Classifica generale Bicicleta Eibarresa
- 1960 (Faema/Brandy Majestad, due vittorie)

GP Mugica
1ª tappa Bicicleta Eibarresa  (Eibar > Arrate, cronometro)

### Altri successi
- 1947

Criterium di Altasu
Criterium di Begoña
Criterium di Morga
- 1948 (Insecticidas Z.Z.)

Memorial Jesús Loroño
G.P.Caja Cantabria
Criterium di Santurtzi
- 1950

Criterium di Baracaldo
Criterium di Santurtzi
- 1951

Criterium di Baracaldo
Osintxu
Criterium di Villaviciosa
- 1952 (Torpado)

Criterium di Rentería
- 1953 (Fiorelli/Splendid)

Criterium di Lazcano
Classifica scalatori Tour de France
- 1956 (Gamma/Splendid)

Classifica scalatori Bicicleta Eibarresa
Classifica sprint Vuelta a Levante
- 1959 (Faema)

1ª tappa, 1ª semitappa Vuelta a Levante (Benifayó, cronosquadre)

## Piazzamenti

### Grandi giri
- Giro d'Italia

1952: ritirato
1953: 43º
1954: 24º
1958: 7º
- Tour de France

1953: 50º
1955: 20º
1956: 29º
1957: 5º
1960: 21º
- Vuelta a España

1948: 21º
1950: 10º
1955: 4º
1956: 2º
1957: vincitore
1958: 8º
1959: 18º
1960: 9º
1961: 10º
1962: 13º

### Competizioni mondiali
- Campionato del mondo

Lugano 1953 - In linea: 24º
Reims 1958 - In linea: ritirato